# Philippa Levine
Pour les articles homonymes, voir Levine.
Philippa Judith Amanda Levine, née le 1er avril 1957, est une historienne et professeure d'histoire britannique. Elle est spécialiste de l'Empire britannique.

## Biographie
Philippa Levine fait ses études universitaires à King's College, Cambridge, où elle obtient sa licence en 1979. Elle réalise un parcours doctoral à St Antony's College, à Oxford, de 1979 à 1984 et soutient, en 1984, une thèse intitulée « The amateur and the professional: antiquarians, historians and archaeologists in nineteenth century England, 1838-1886 ». Elle obtient également un master d'histoire à Cambridge en 1983.
Elle est nommée maître de conférences en histoire à l'université d'East Anglia (1983-1985). Elle passe ensuite deux années en tant que chercheure en études féminines à l'université Flinders en Australie, puis elle s'installe aux États-Unis, où elle est nommée professeure assistante, puis professeur associée à l'université d'État de Floride (1987-1991). En 1991, elle obtient un poste de professeure associée à l'université du Sud de la Californie et est nommée professeure titulaire en 1994. Elle est titulaire de la chaire Mary Helen Thompson Centennial in the Humanities à l'université du Texas à Austin en 2010. Depuis 2017, elle est professeure titulaire de la chaire Walter Prescott Webb Professor in History and Ideas et co-directrice du programme d'études britanniques dans cette même université.

## Recherches
Les recherches de Philippa Levine portent sur l'histoire de l'Empire britannique, sur les questions de races, de genres, de science, de médecine et de société en lien. Elle dirige avec John Marriott The Ashgate Research Companion to Modern Imperial Histories, état des lieux de l’historiographie des empires modernes. Dans Beyond sovereignty : Britain, empire, and transnationalism, c. 1880-1950, publié avec Kevin Grant et Frank Trentmann, les auteurs réfléchissent à la notion d'empire, et resituent l'empire britannique est évoquée la façon dont l'eugénisme a influencé les politiques sociales et scientifiques, depuis les mesures de contrôle des naissances jusqu'aux visées totalitaires visant à améliorer la race humaine, Philippa Levine s'intéressant particulièrement dans le chapitre qu'elle rédige, aux liens entre eugénisme, colonialisme et anthropologie, avec une réflexion sur les débats concernant les inégalités naturelles.

## Distinctions
- 1994 : membre de la Royal Historical Society[1]
- 2014 : membre du Royal Anthropological Institute of Great Britain and Ireland[1]

## Publications
- Eugenics: A Very Short Introduction, New York: Oxford University Press, 2017.
- (Co-dir.) The Ashgate Research Companion to Modern Imperial Histories, avec John Marriott, Farnham: Ashgate, 2012.
- (Co-dir.) The Oxford Handbook of the History of Eugenics, avec Alison Bashford, Oxford: Oxford University Press, 2010.
- (Co-dir.) Gender, Labour, War and Empire in Modern Britain: Essays on Modern Britain, avec Susan Grayzel, Basingstoke: Palgrave Macmillan, 2009.
- The British Empire, Sunrise to Sunset, Harlow: Longman Pearson 2007.
- (Co-dir.) Beyond Sovereignty: Britain, Empire and Transnationalism, 1860-1950, avec Kevin Grant and Frank Trentmann, Basingstoke: Palgrave Macmillan, 2007.
- (dir.) Gender and Empire, Oxford History of the British Empire Companion Series, Oxford: Oxford University Press, 2004.
- Prostitution, Race and Politics: Policing Venereal Disease in the British Empire, New York: Routledge, 2003.
- (Co-dir.) Women's Suffrage in the British Empire: Citizenship, Nation and Race, avec Laura E. Nym Mayhall & Ian Christopher Fletcher, London: Routledge, 2000.
- Feminist Lives in Victorian England. Private Roles and Public Commitment, Oxford: Basil Blackwell, 1990.
- Victorian Feminism 1850-1900, London: Hutchinson Education, 1987.
- The Amateur and the Professional. Historians, Antiquarians and Archaeologists in Victorian England, 1838–1886, Cambridge: Cambridge University Press, 1986.